# Longicoelotes
Longicoelotes là một chi nhện trong họ Agelenidae.